# Офелія Ловібонд
Офелія Ловібонд (англ. Ophelia Lovibond; нар. 19 лютого 1986, Лондон, Велика Британія) — англійська акторка.

## Життєпис
Народилася в Лондоні, Велика Британія. Виховувалась без батька, мама працювала консультантом в чоловічій в'язниці. У неї є два суродженця. В підліткові роки отримала стипендію на навчання в школі Латімер. Вищу освіту здобула в галузі літературі в Університеті Сассекса.

## Кар'єра
Першу роль зіграла 2000 року в сіткомі «Вілсони». Після якої почала епізодично зніматися в різних телесеріалах і тільки через п'ять років з'явилася з незначною роллю у кінодрамі Романа Полянського «Олівер Твіст». Наступного року приєдналась до акторського складу серіалу «Голбі Сіті» та виконала роль в адаптації дитячого пригодницького роману «Хрестоносець у джинсах» з такою ж назвою Теї Бекман. Наступною роботою стала роль у кінофільмі «Попкорн».
У байопіку «Стати Джоном Ленноном» 2009 року зіграла роль Марії Кеннеді та незалежній стрічці «Тіні на Сонці» виконала роль другого плану. Крім того, з'явилася у фільмах «Чат», «4.3.2.1», «Охоронець», «Більше ніж секс», «Пінгвіни містера Поппера». 2013 року знялась у супергеройському бойовику «Тор 2: Царство темряви» та фантастичному бойовику «Вартові галактики». У комедії 2015 року «Крадене побачення» зіграла роль Джессіки, яка вирушила на побачення наосліп з Джеком (Саймон Пегг), але через обставини з ним зустрілась Ненсі (Лейк Белл). Наступного року Офелія виконала ролі у фільмі жахів «Демон всередині» та історичній драмі «Честь Тома».

## Фільмографія

### Фільми
| Рік  | Назва                      | Оригінальна назва          | Роль          | Примітки  |
| ---- | -------------------------- | -------------------------- | ------------- | --------- |
| 2003 | «Кохаю тебе»               | Loving You                 | Еліс          | телефільм |
| 2005 | «Олівер Твіст»             | Oliver Twist               | Бет           |           |
| 2006 | «Хрестоносець у джинсах»   | Kruistocht in spijkerbroek | Ізабелла      |           |
| 2007 | «Попкорн»                  | Popcorn                    | Катерина      |           |
| 2009 | «Тіні на Сонці»            | Shadows in the Sun         | Кейт          |           |
| 2009 | «Стати Джоном Ленноном»    | Nowhere Boy                | Марі          |           |
| 2010 | «Чат»                      | Chatroom                   | Шарлота       |           |
| 2010 | « 4.3.2.1»                 | 4.3.2.1                    | Шеннон        |           |
| 2010 | «Охоронець»                | London Boulevard           | Пенні         |           |
| 2011 | «Більше ніж секс»          | No Strings Attached        | Ванесса       |           |
| 2011 | «Пінгвіни містера Поппера» | Mr. Popper's Penguins      | Піппі         |           |
| 2011 |                            | Turnout                    | Софі          |           |
| 2012 | «8 хвилин лінощів»         | 8 Minutes Idle             | Тері          |           |
| 2013 | «Єдиний постріл»           | A Single Shot              | Еббі          |           |
| 2013 | «Тор 2: Царство темряви»   | Thor: The Dark World       | Карина        |           |
| 2014 | «Вартові галактики»        | Guardians of the Galaxy    | Карина        |           |
| 2015 | «Гоцо»                     | Gozo                       | Люсіль        |           |
| 2015 | «Крадене побачення»        | Man Up                     | Джессіка      |           |
| 2016 | «Честь Тома»               | Tommy's Honour             | Мег Дріннен   |           |
| 2016 | «Розтин Джейн Доу»         | The Autopsy of Jane Doe    | Емма          |           |
| 2024 | «Тут і зараз»              | Here                       | Стелла Бікман |           |

### Серіали
| Рік       | Назва                        | Оригінальна назва      | Роль                | Примітки               |
| --------- | ---------------------------- | ---------------------- | ------------------- | ---------------------- |
| 2000      | «Вілсони»                    | The Wilsons            | Поппі               | 6 епізодів             |
| 2003      |                              | Single                 | Рейчел Бартон       | 6 епізодів             |
| 2003-2007 | «Суто англійське вбивство»   | The Bill               | Карлі Флінт         | 2 епізоди              |
| 2005      | «Катастрофа»                 | Casualty               | Джуд Грір           | 1 епізод               |
| 2005      | «Натан Барлі»                | Nathan Barley          | Менді               | 1 епізод               |
| 2006–2007 | ««Голбі Сіті»»               | Holby City             | Джейд               | 9 епізодів             |
| 2007      |                              | Heartbeat              | Чарлі Прентіс       | 1 епізод               |
| 2008      | «Месія: Піднесення»          | Messiah: The Rapture   | Люсі Вайт           | міні-серіал; 2 епізоди |
| 2008      | «Дельта»                     | Delta Forever          | Роксі               | 1 епізод               |
| 2009      | «Льюїс»                      | Lewis                  | Джессіка Раттенбері | 1 епізод               |
| 2009      | «FM»                         | FM                     | Дейзі               | 6 епізодів             |
| 2012      | «Титанік: Кров і сталь»      | Titanic: Blood & Steel | Кітті Карлтон       | 10 епізодів            |
| 2012      | «Отруйне дерево»             | The Poison Tree        | Біба                | 2 епізоди              |
| 2014      | «Всередині дев'ятого номера» | Inside No. 9           | Рейчел              | 1 епізод               |
| 2014      | «Містер Слоен»               | Mr. Sloane             | Робін               | 6 епізодів             |
| 2014-2015 | «Елементарно»                | Elementary             | Кітті Вінтер        | 12 епізодів            |
| 2014-2015 |                              | W1A                    | Іззі Гоулд          | 8 епізодів             |
| 2016      | «Містер Гутен і леді»        | Hooten & the Lady      | Алекс Ліндо-Паркер  | 8 епізодів             |